# Futbol Club Vilafranca
El Futbol Club Vilafranca es un club de fútbol español, de Villafranca del Panadés (Barcelona). Fue fundado en 1904 y milita en Tercera División.

## Historia
El origen del FC Vilafranca se remonta al año 1900, cuando los jóvenes Lluís Berger, Ramon Cuyás, Antoni Ferrer, Francesc Huguet, Josep Sugrañes, Joan Trens y Josep Valls, entre otros, empezaron a jugar a fútbol en una explanada del término municipal de Pacs.
Pero no fue haste el 9 de agosto de 1904, cuando se fundó el club con el nombre de: La Societat Football-Club Vilafranca, que no fue inscrito en la Federación Catalana de Fútbol hasta 1916.
Fue en la temporada 1920-21 cuando se consiguió el primer título de Campeón de la Provincia de Tarragona, en una lucha contra el Gimnástic Club de Tarragona, el Reus Deportiu, el Rácing de Sitges y el Club de Futbol Vilanova.

## Jugadores

### Plantilla 2016/17
- Actualizado el 23 de abril de 2017.[1]